# Piotrowice Górne
Piotrowice Górne – nieoficjalna część wsi Piotrowice w Polsce w województwie dolnośląskim, w powiecie kłodzkim, w gminie Bystrzyca Kłodzka.

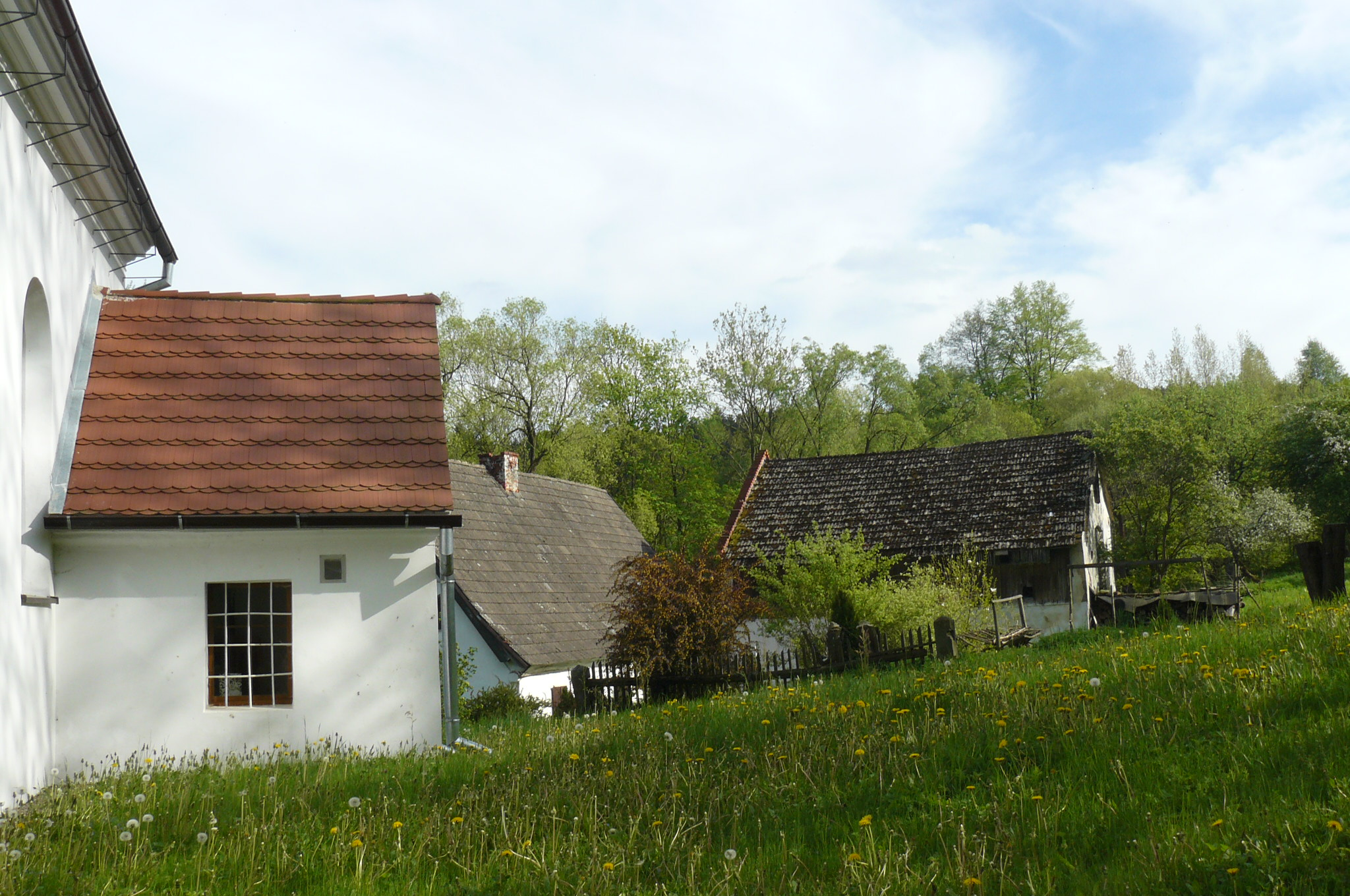
Fragment wsi

## Podział administracyjny
W latach 1975–1998 miejscowość należała administracyjnie do województwa wałbrzyskiego.

## Położenie
W przeszłości osada obecnie górna część wsi Piotrowice położona jest nad dopływem Piotrówki w śródgórskiej dolinie otoczona z czterech stron wzniesieniami Gór Żelaznych, należącymi do pasma Krowiarek.

## Charakterystyka
Stara, śródgórska, niewielka osada obecnie górna część wsi Piotrowice, rozciągnięta na przestrzeni 0,6 km, o luźnym układzie zabudowań, ulokowana w górskiej dolinie nad rzeką, otoczona z czterech stron wzniesieniami Gór Żelaznych o wysokości od 540 do 591 m n.p.m. Zabudowa wsi składa się z budynków gospodarczych i mieszkalnych rozlokowanych na wysokości od 420 do 480 m n.p.m. wzdłuż drogi. Jest to wieś zanikająca, większość zabudowań jest w złym stanie a wiele domów przestało już istnieć, po których zostały ruiny lub tylko fragmenty fundamentów. Przez wieś przepływa potok górski dopływ Piotrówki oraz przebiega droga lokalna z Romanowa. Jest to część wsi, o charakterze rolniczym. Wokół wsi rozciągają się rozległe użytki rolne i górskie łąki, leżące głównie na zboczach otaczających wzniesień. W bliskim otoczeniu występują lasy a niewielkie pasy zieleni z drzew liściastych występują w formie przydomowych nasadzeń, oraz wzdłuż potoku i miedz. Od północy, wschodu i zachodu nad wsią dominują wzniesienia, a od południa najwyższe, Żeleźniak. We wsi zachowało się kilka zabudowań gospodarskich, kościół p.w. św. Rodziny z końca XVIII wieku.

## Historia
Piotrowice Górne jako osada zostały założone na prawie wolnego sędziostwa na początku XV wieku, również w tym okresie po północno-zachodniej stronie powstała osada Piotrowice Dolne. Miejscowość należy do jednych z najstarszych osad założonych na prawie wolnego sędziostwa na Ziemi kłodzkiej. Osadę ulokowano w niezbyt dogodnych dla osadnictwa miejscu. Początkowo należała do dóbr w Starym Waliszowie. W roku 1482 należała do Ottona von Pannwitza. Kolejnymi właścicielami byli: Hannos Tolmetscher, Paul Ulrichsdorf oraz Anna i Barbara Smedczynne, a w roku 1488 Mertin Malen oraz Michael Kucze. Sędziostwo leżało wówczas w obrębie dóbr gorzanowskich, a przynależało do parafii w Ołdrzychowicach. W roku 1631 właścicielem wsi zostaje hrabia von Annaberg. Cały czas osada była niewielka, zamieszkiwało w niej kilku kmieci i zagrodników. Większy rozwój nastąpił w pierwszej połowie XIX wieku, kiedy w okolicy ulokowano nowe przysiółki. W końcu XIX wieku, z uwagi na trudne warunki gospodarowania, osada zaczęła się wyludniać. Podział na dwie osady utrzymywał się przez wiele lat jednak obie osady funkcjonowały podobnie. W 1933 r. osady Piotrowice Dolne i Górne połączyły się w jedną wieś Piotrowice. W 1938 r. nadano wsi nazwę Herrnpetersdorf. Po roku 1945, po wstępnym zasiedleniu polskimi osadnikami, proces wyludniania zaczął postępować od nowa. Przyczyną tego była niska jakość gleb, trudne warunki uprawowe, położenie na uboczu szlaków komunikacyjnych i ogólny brak perspektyw rozwojowych w przyszłości. Całkowitemu zanikowi wsi zapobiegło zatrudnienie części mieszkańców w lokalnych kamieniołomach, m.in. w pobliskim Romanowie.
W Przeszłości osada nosiła nazwę: Petersdorf.

## Zabytki
Jednonawowy kościół pw. św. Rodziny z końca XVIII w., kryty dachem dwuspadowym z wieżą od frontu z głównym wejściem. We wnętrzu ołtarz główny z XVIII w. o cechach rokokowych. Po prawej stronie wejścia dobudówka z zachrystią.

## Inne
Miejscowość znajduje się na obszarze Natura 2000 "Pasmo Krowiarki" występują tu niżowe i górskie świeże łąki użytkowane ekstensywnie (Arrhenatherion elatioris).

## Turystyka

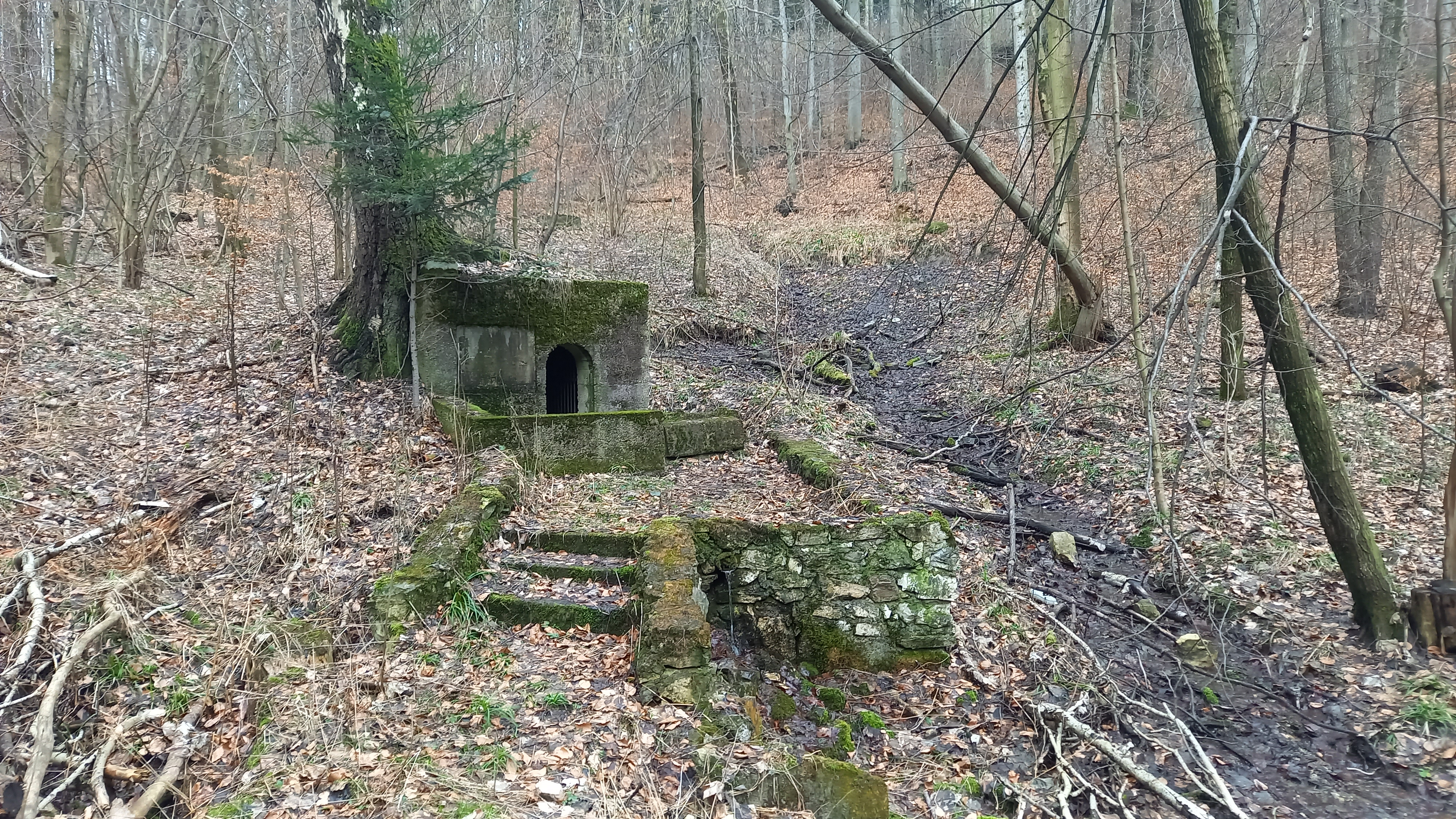
Studnia Oppendorfów koło Piotrowic Górnych

- Przez miejscowość przebiega szlak turystyczny

 czarny- prowadzący z Bystrzycy Kł. do Złotego Stoku.
- Na zboczu wzniesienia Krzyżowa w wąwozie znajduje się studnia Oppersdorfów, źródełko (Nimfa). W murze przy źródle wmurowana tablica informująca o intencji fundacji i nazwisko fundatora. W 1907 roku hrabia von Oppersdorf połączył kilka źródeł w jedno. Przy źródle ławki i stół.
- Do obecnych czasów we wsi zachowały się nieliczne ruiny budynków.

## Zobacz
Inne miejscowości o nazwie Piotrowice: Piotrowice